# Bédarieux

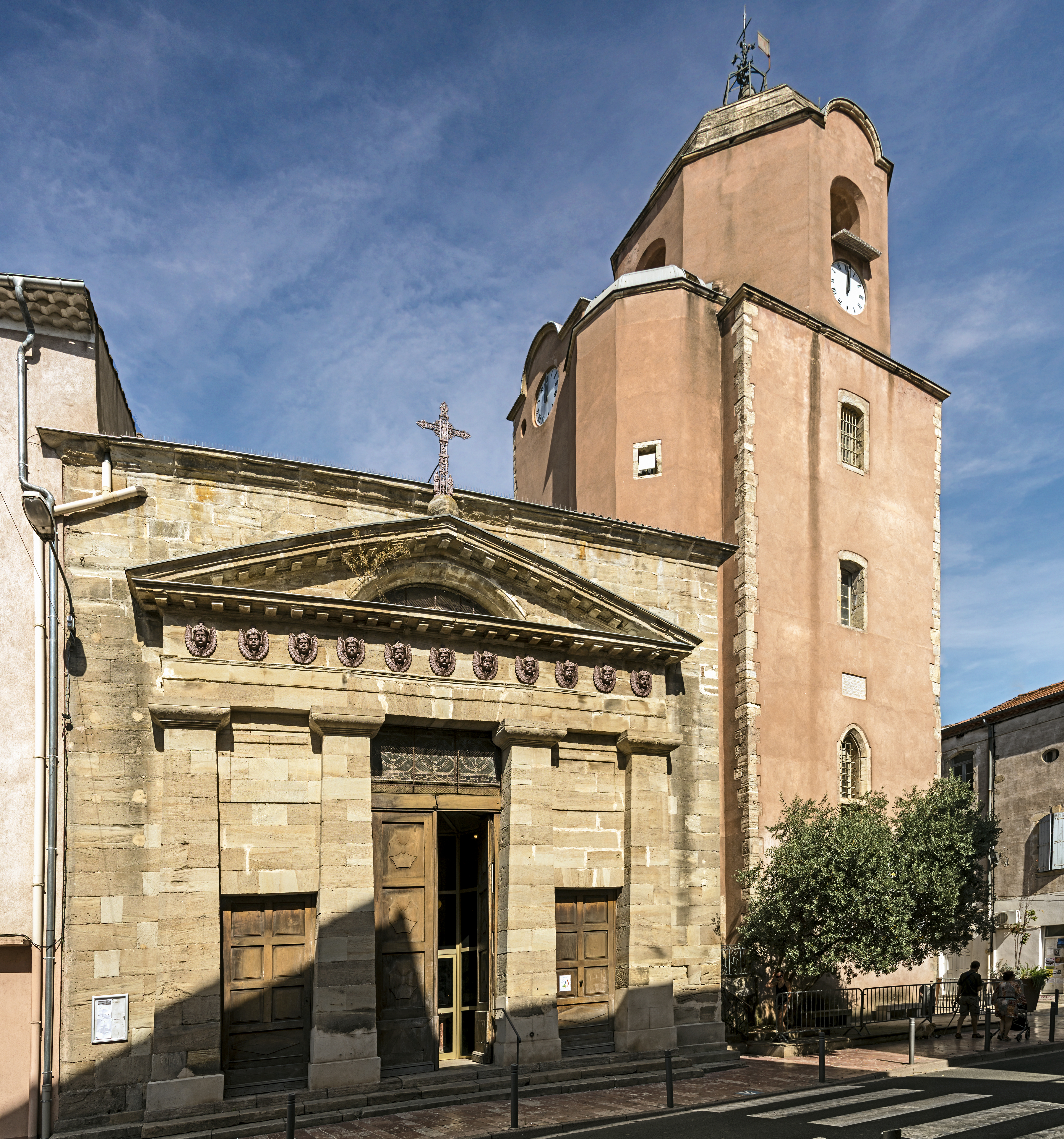

Bédarieux là một xã trong vùng hành chính Occitanie, thuộc tỉnh Hérault, quận Béziers, tổng Bédarieux. Tọa độ địa lý của xã là 43° 37' vĩ độ bắc, 03° 09' kinh độ đông. Bédarieux nằm trên độ cao trung bình là 196 mét trên mực nước biển, có điểm thấp nhất là 184 mét và điểm cao nhất là 520 mét. Xã có diện tích 27.82 km², dân số vào thời điểm 1999 là 5962 người; mật độ dân số là 214 người/km².

## Thông tin nhân khẩu
| 1962  | 1968  | 1975  | 1982  | 1990  | 1999  |
| ----- | ----- | ----- | ----- | ----- | ----- |
| 7.263 | 7.135 | 6.425 | 6.207 | 5.997 | 5.962 |